# Distichlicoccus californicus
Distichlicoccus californicus är en insektsart som först beskrevs av Edward MacFarlane Ehrhorn 1911.
Distichlicoccus californicus ingår i släktet Distichlicoccus och familjen ullsköldlöss. Inga underarter finns listade i Catalogue of Life.